# Enquéleas
Los enquéleas (en griego antiguo: Ἐγχελάνες, romanizado: Enchelanes ) eran un pueblo de Iliria, en la costa oeste del lago de Ocrida en los territorios de Dasaretia. Eran una subtribu de los liburnios.
Filipo V de Macedonia los sometió el año 216 a. C., según Polibio. Su ciudad principal era Enquelana.